# Josef Stiegler
Josef „Pepi” Stiegler (ur. 20 kwietnia 1937 w Lienz) – austriacki narciarz alpejski, trzykrotny medalista igrzysk olimpijskich i mistrzostw świata.

## Kariera
Pierwszy sukces w karierze Josef Stiegler osiągnął w 1957 roku, kiedy zwyciężył w slalomie i kombinacji podczas mistrzostw Austrii juniorów. W 1960 roku wystartował na igrzyskach olimpijskich w Squaw Valley, gdzie wywalczył srebrny medal w slalomie gigancie. W zawodach tych rozdzielił na podium Rogera Stauba ze Szwajcarii i swego rodaka Ernsta Hinterseera. Trzy dni później zajął piąte miejsce w slalomie, a w zjeździe był piętnasty. Igrzyska w Squaw Valley były równocześnie mistrzostwami świata, jednak kombinację rozgrywano tylko w ramach drugiej z tych imprez. W konkurencji tej Austriak zajął czwarte miejsce, przegrywając walkę o medal z Hansem-Peterem Lanigiem ze Wspólnej Reprezentacji Niemiec. Największe sukcesy osiągnął jednak na rozgrywanych cztery lata później igrzyskach olimpijskich w Innsbrucku, gdzie zdobył dwa medale. Zajął tam trzecie miejsce w slalomie gigancie, w którym wyprzedzili go tylko Francuz François Bonlieu oraz kolejny Austriak, Karl Schranz. Sześć dni później zwyciężył w slalomie, wyprzedzając dwóch reprezentantów USA: Billy’ego Kidda i Jima Heugę.
W międzyczasie wystąpił także na mistrzostwach świata w Chamonix w 1962 roku, jednak rywalizację w slalomie zakończył na dwudziestej pozycji. W 1960 roku wygrał kombinację podczas zawodów Lauberhornrennen w szwajcarskim Wengen, a rok później był tam najlepszy w slalomie. W 1961 roku zwyciężył ponadto w slalomie podczas zawodów Arlberg-Kandahar w Mürren. Czterokrotnie zdobywał mistrzostwo Austrii: w slalomie w latach 1960 i 1961, kombinacji w 1961 roku i gigancie dwa lata później. W 1964 roku został wybrany sportowcem roku w Austrii. W 1996 roku otrzymał Odznakę Honorową za Zasługi dla Republiki Austrii.
W 1993 roku u Stieglera zdiagnozowano stwardnienie rozsiane, chorobę na którą choruje także brązowy medalista w slalomie z igrzysk w Innsbrucku, Jim Heuga.
Jego córka Resi także uprawia narciarstwo alpejskie.

## Osiągnięcia

### Igrzyska olimpijskie
| Miejsce | Dzień     | Rok  | Miejscowość  | Konkurencja | Czas biegu | Strata | Zwycięzca        |
| ------- | --------- | ---- | ------------ | ----------- | ---------- | ------ | ---------------- |
| 2.      | 21 lutego | 1960 | Squaw Valley | Gigant      | 1:48,3     | +0,4   | Roger Staub      |
| 15.     | 22 lutego | 1960 | Squaw Valley | Zjazd       | 2:06,0     | +7,1   | Jean Vuarnet     |
| 5 .     | 24 lutego | 1960 | Squaw Valley | Slalom      | 2:08,9     | +2,2   | Ernst Hinterseer |
| 3.      | 2 lutego  | 1964 | Innsbruck    | Gigant      | 1:46,71    | +1,34  | François Bonlieu |
| 1.      | 8 lutego  | 1964 | Innsbruck    | Slalom      | 2:11,13    | -      | -                |

### Mistrzostwa świata
| Miejsce | Dzień     | Rok  | Miejscowość  | Konkurencja | Czas biegu | Strata    | Zwycięzca        |
| ------- | --------- | ---- | ------------ | ----------- | ---------- | --------- | ---------------- |
| 2.      | 21 lutego | 1960 | Squaw Valley | Gigant      | 1:48,3     | +0,4      | Roger Staub      |
| 15.     | 22 lutego | 1960 | Squaw Valley | Zjazd       | 2:06,0     | +7,1      | Jean Vuarnet     |
| 5 .     | 24 lutego | 1960 | Squaw Valley | Slalom      | 2:08,9     | +2,2      | Ernst Hinterseer |
| 4.      | 24 lutego | 1960 | Squaw Valley | Kombinacja  | 3,98 pkt   | +2,77 pkt | Guy Périllat     |
| 20.     | 12 lutego | 1962 | Chamonix     | Slalom      | 2:21,67    | +19,37    | Charles Bozon    |
| 3.      | 2 lutego  | 1964 | Innsbruck    | Gigant      | 1:46,71    | +1,34     | François Bonlieu |
| 1.      | 8 lutego  | 1964 | Innsbruck    | Slalom      | 2:11,13    | -         | -                |